# Hymenachne amplexicaulis
Hymenachne amplexicaulis är en gräsart som först beskrevs av Edward Rudge, och fick sitt nu gällande namn av Christian Gottfried Daniel Nees von Esenbeck. Hymenachne amplexicaulis ingår i släktet Hymenachne och familjen gräs. Inga underarter finns listade i Catalogue of Life.